# Ünővár
Ünővár (horvátul: Košutgrad) egy várhely Horvátországban, a Sziszek-Monoszló megyei Ruškovica határában, a Monoszlói-hegység területén.

## Fekvése
A vár a Monoszlói-hegység (Moslavačka gora) nyugati részén, két hegycsúcs, a Kopčić brdo és a Dabčeva kosa között, a Južna Garjevica erdő területén egy hosszan ereszkedő hegynyúlvány végében, a Podgradski-patak forrása közelében található.

## Története
A várat egyedül egy 1334-es egyházi összeírásban említik meg, amelyben egy Ünővár alatti kápolnáról tesznek említést („item capella sub castro Cosuchak”). Valószínűleg a tatárjárás után királyi rendeletre épített várak közé tartozik, de erről semmi bizonyosat nem lehet tudni. Az Ünővár név a horvát Košutgrad fordítása, de ez is már a nép ajkán átalakult név az eredeti Kosucsak után, mely talán személynévi eredetű.

## A vár mai állapota
A hegynyúlványnak az a része amin a vár állt mintegy 95 méter hosszú és 60 méter széles. A vár két részből állt, melyet széles árok és az árokból kidobott földből épített sáncgyűrű vett körbe. A belsővár az északi részen állt, ettől délebbre egy megközelítőleg trapéz alakú külsővár található. A két várrészt egy hozzávetőlegesen 15 méter mély árok választotta el egymástól. A terepalakzatok a belsővár legmagasabb pontján egy 8 méter körüli átmérőjű hengeres tornyot sejtetnek, melyet egy külön falgyűrű övezett. A torony előtt, valamivel lejjebb egy kisebb, fallal övezett udvar volt. Az övező falnak csak a nyugati oldalán áll egy 6 méteres szakasza. A fal többi része, a domb külső peremén, apró kiemelkedésben és habarcsos kődarabokban észlelhető. A domb déli végében egy négyszögletes terepalakzat talán az egykori kaputorony helye. A külsővárat a belsővárral valószínűleg felvonóhíd kötötte össze. A külsővárban falmaradványok nincsenek, így valószínű, hogy faszerkezetű építmények lehettek a területén.